# Saiful Rijal
Pour les articles homonymes, voir Rijal.
Saiful Rijal est le huitième sultan de Brunei. Il règne de 1533 à sa mort en 1581.